# 天主教基特曼斯胡普教區
天主教基特曼斯胡普教區（拉丁語：Dioecesis Keetmanshoopensis）是納米比亞一個羅馬天主教教區，屬溫得和克總教區。

## 歷史
1909年7月7日設立大納馬夸蘭宗座監牧區，1930年7月15日升為宗座代牧區，1994年3月14日升為教區。

## 現況
教區位於納米比亞南部，2006年有教友40,000人（佔轄區總人口27.8%）、廿一個堂區、十八名司鐸。現任教區主教為斐利伯·波利兹勒。